# Parque Florestal de Monsanto
Der Parque Florestal de Monsanto ist eine bewaldete Parkanlage im Westen der portugiesischen Hauptstadt Lissabon. Mit einer Fläche von gut 800 ha ist sie die größte Grünfläche im Stadtgebiet.
Das Gelände erstreckt sich über die Serra de Monsanto, einem Hügelgebiet, das sich westlich an das bebaute Stadtzentrum anschließt. Von diesem ist der Park durch die Schnellstraße IP7/E1 abgetrennt. Der Süden des Parks wird von der nach Estoril und Cascais führenden A5 durchkreuzt.
Etwa 16 ha des Geländes sind eingezäunt, wo verschiedene Tierarten leben. Außerdem existieren nutzbare Flächen für dauerhafte Ausstellungen und Konzerte sowie das Restaurante de Montes Claros.

## Geschichte
Ursprünglich wurde das Gebiet intensiv landwirtschaftlich genutzt, was zum Verschwinden der gesamten Vegetation und zu großflächiger Erosion führte. Als in den 1930er Jahren immer größere Gebiete als Bauland ausgewiesen wurden, griff der Politiker Duarte Pacheco die Idee auf, die praktisch kahle Serra de Monsanto wieder aufzuforsten. 1934 wurde unter Leitung des Architekten Francisco Keil do Amaral der neue Monsanto-Park mitsamt einigen Sport- und Freizeitmöglichkeiten eingerichtet. Circuito de Monsanto ist der Name eines Rennparcours innerhalb des Parks, wo von 1954 bis 1959 zahlreiche Rennen, darunter auch der Große Preis von Portugal 1959 in der Automobil-Weltmeisterschaft, ausgetragen wurden.

## Bilder

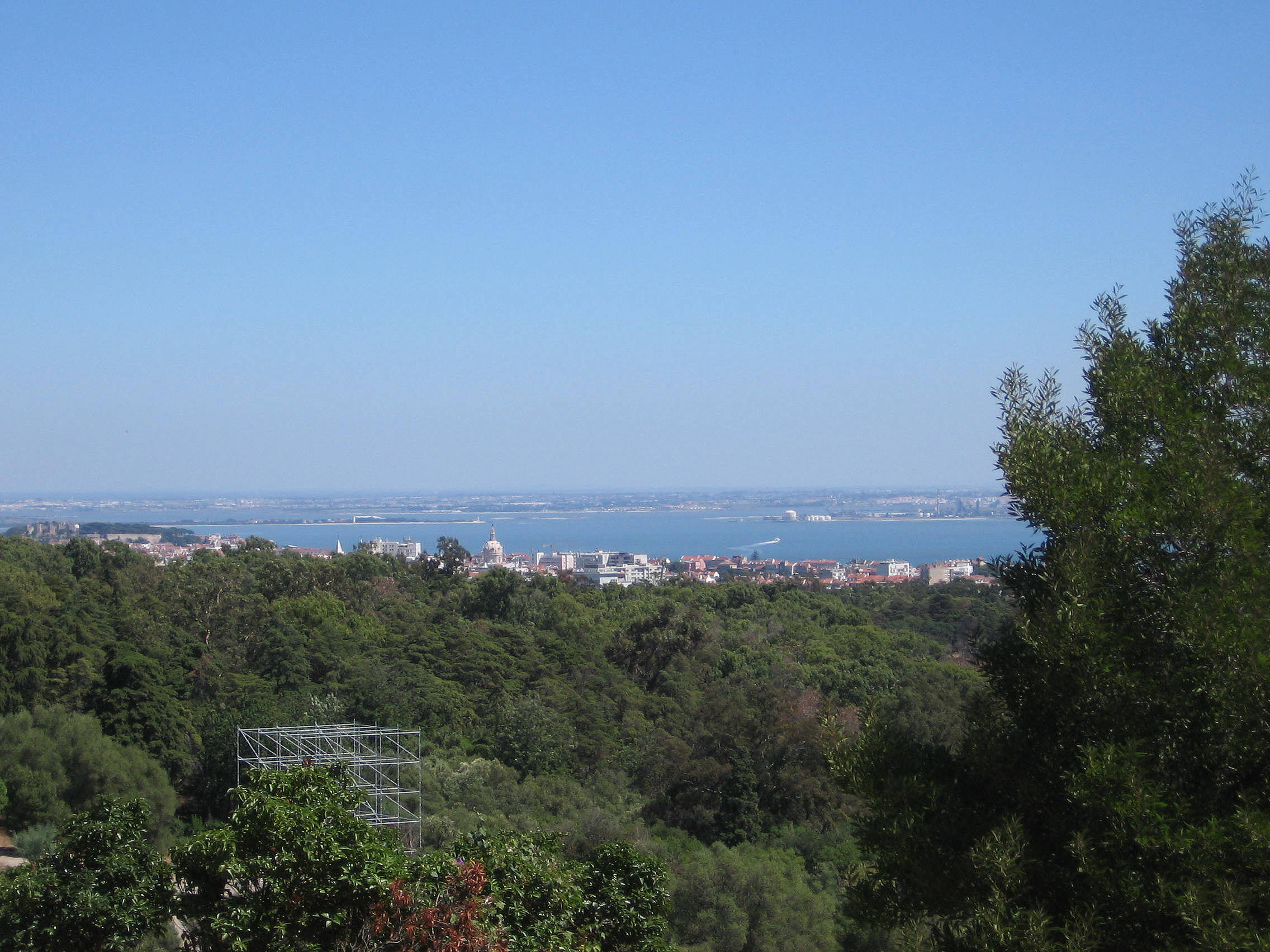
Übersicht des Parks, Blick in Richtung Tejo
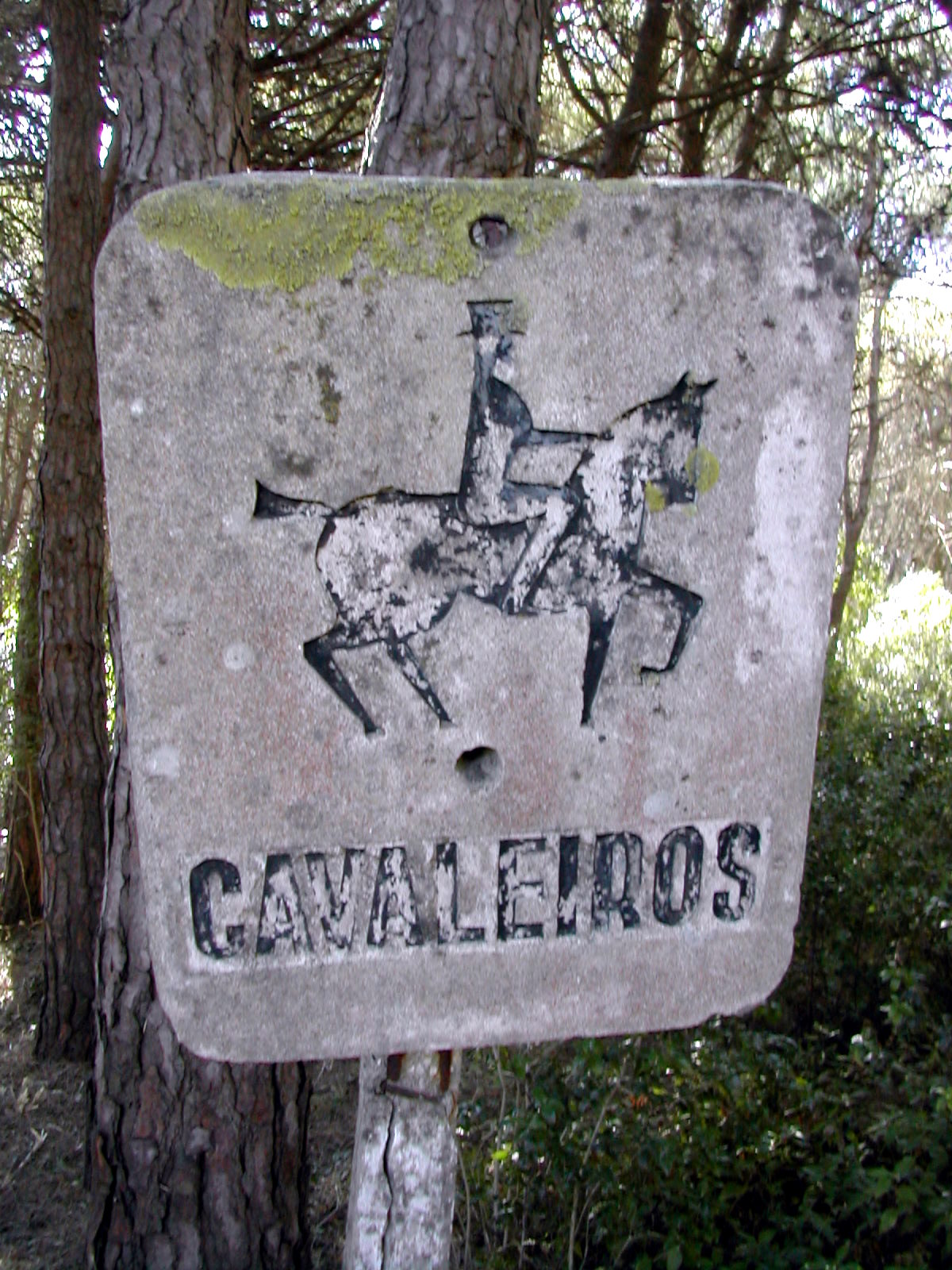
Markierung eines historischen Reitpfades
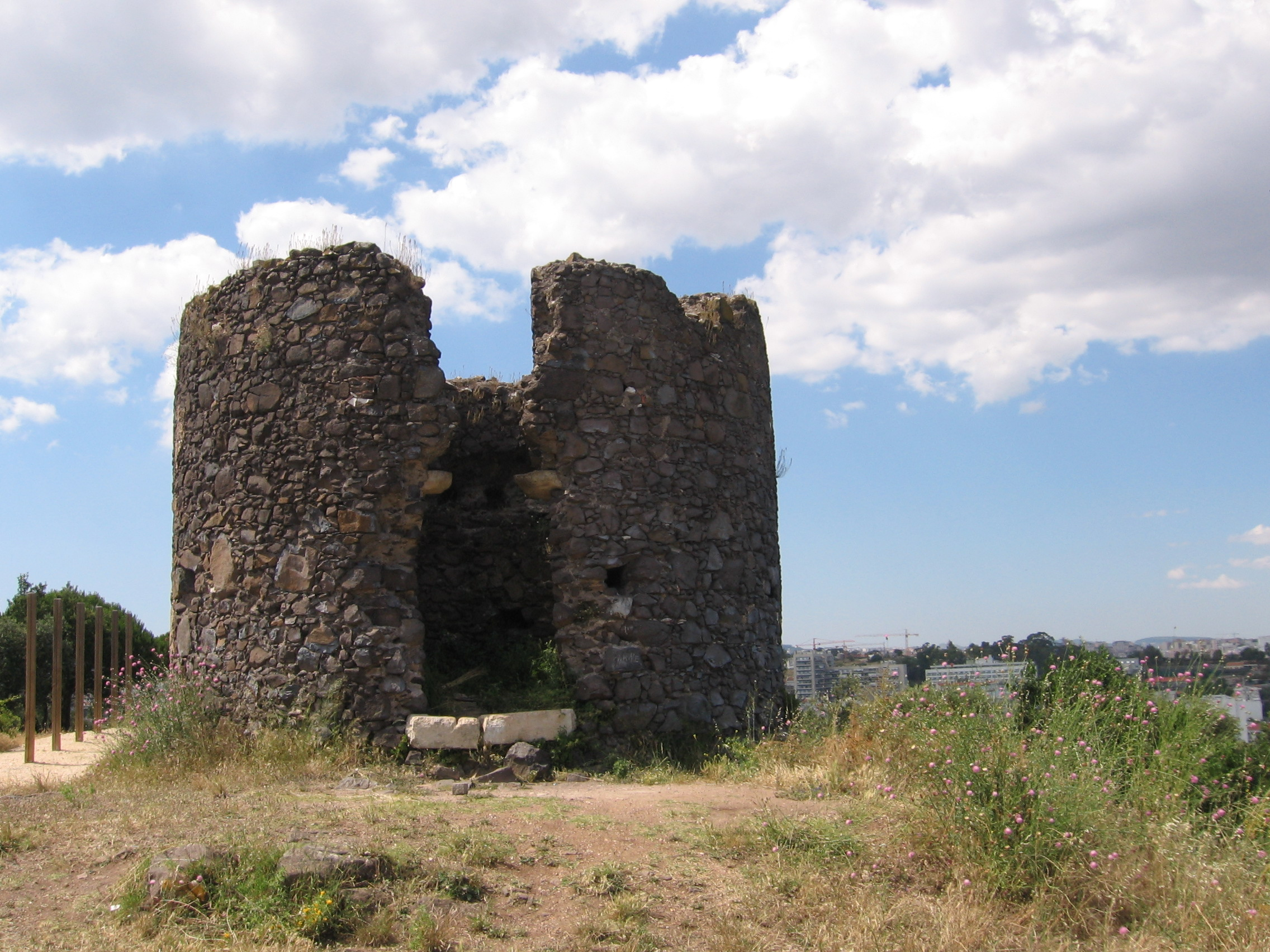
Ruine einer Mühle
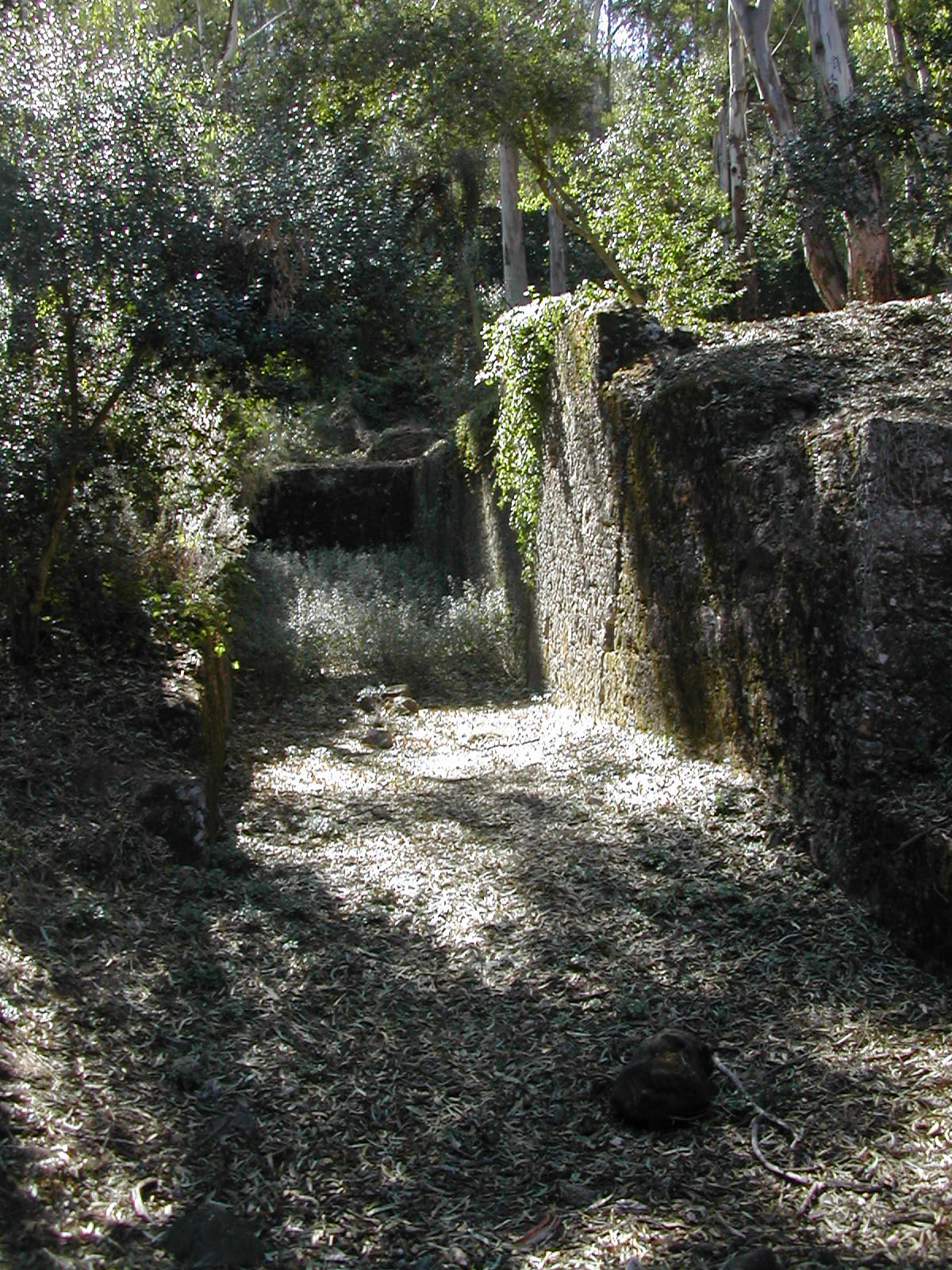
Früherer Steinbruch